# Kitsos Dzawelas
Kitsos Dzawelas (gr. Κίτσος Τζαβέλας; ur. ok. 1800 w Suli, zm. 21 marca 1855 w Atenach) – grecki generał i polityk.
Pełnił funkcję premiera (1847–1848) za rządów króla Ottona I.